# Bo Lid
Nils Bo Lid, född 15 februari 1923 i Stockholm, död 25 december 1994 i Malmö, var en svensk jurist som var lagman i Sandvikens tingsrätt från 1975 till 1988.
Lid blev juris kandidat vid Stockholms högskola 1949 och genomförde tingstjänstgöring innan han blev fiskal vid hovrätten för Övre Norrland 1952.  Han blev tingsdomare i Luleå och hovrättsråd och tillförordnad lagman i Piteå tingsrätt innan han blev lagman vid Sandvikens tingsrätt 1975–1988.